# 남아프리카 공화국의 에너지 위기

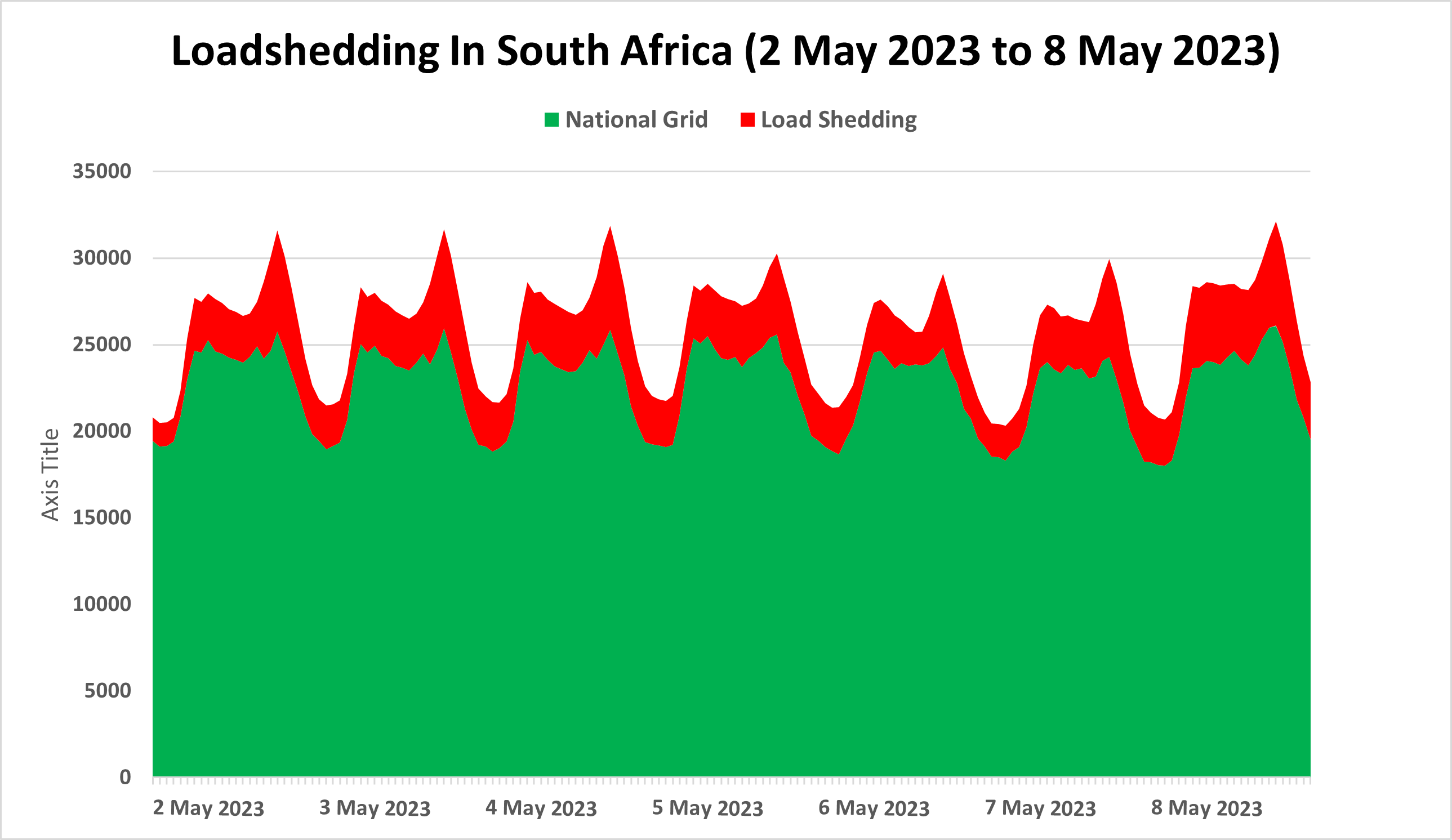
2023년에 생산된 에너지와 비교한 에스콤의 부하 차단 비중

남아프리카 공화국의 에너지 위기(South African energy crisis)는 전국적으로 전력 공급이 중단되는 광범위한 기간이다. 이는 타보 음베키의 두 번째 대통령 임기가 끝나갈 무렵인 2007년 말에 시작되어 현재까지 계속되고 있다. 남아프리카 공화국 정부 소유의 국영 전력회사와 주요 발전소인 에스콤(Eskom) 및 다양한 국회의원들은 이러한 정전 사태가 발전 용량 부족 때문이라고 생각했다.
에스콤과 정부 관계자에 따르면 해결을 위해 추가 발전소와 발전기를 건설해야 한다. 이는 에스콤의 자체 수치에 따르면 두 개의 주요 발전소(Kusile 및 Medupi)가 그리드에 추가되었음에도 불구하고 1994년 37GW 이상에서 2024년 28GW 미만으로 가용 발전 용량이 감소했다는 사실을 설명하지 않는다. 또한 에스콤의 재무 상태가 1994년 23억 랜드의 순이익에서 2023년 4,230억 랜드의 부채로 악화된 이유도 설명되지 않았다. 특히 제이컵 주마 행정부 기간 동안 에스콤의 부패와 잘못된 경영으로 인해 이러한 에너지 위기가 더욱 악화되었다. 다수의 방해 행위와 에스콤 내에서 정치적 연루가 의심되는 범죄 조직의 활동과 더불어 에스콤 직원의 방치도 집권당 자체의 부패와 마찬가지로 지속적인 전력 공급 문제를 야기했다. 많은 남아프리카인들은 현재 진행 중인 에너지 위기를 오랫동안 지속된 무능한 통치의 또 다른 증상으로 간주한다. 2024년 4월 남아프리카 공화국은 2022년 1월 이후 처음으로 한 달 내내 순환 정전이 없었다.

## 같이 보기
- 에너지 위기
- 수요 반응